# Almir Mavignier
Almir Mavignier, eigentlich: Almir da Silva Mavignier (* 1. Mai 1925 in Rio de Janeiro, Brasilien; † 3. September 2018 in Hamburg, Deutschland) war ein in Deutschland lebender Maler und Grafiker brasilianischer Abstammung, international bekannt als künstlerischer Vertreter der Konkreten Kunst, der Op-Art und als Gebrauchsgrafiker.

## Leben und Werk

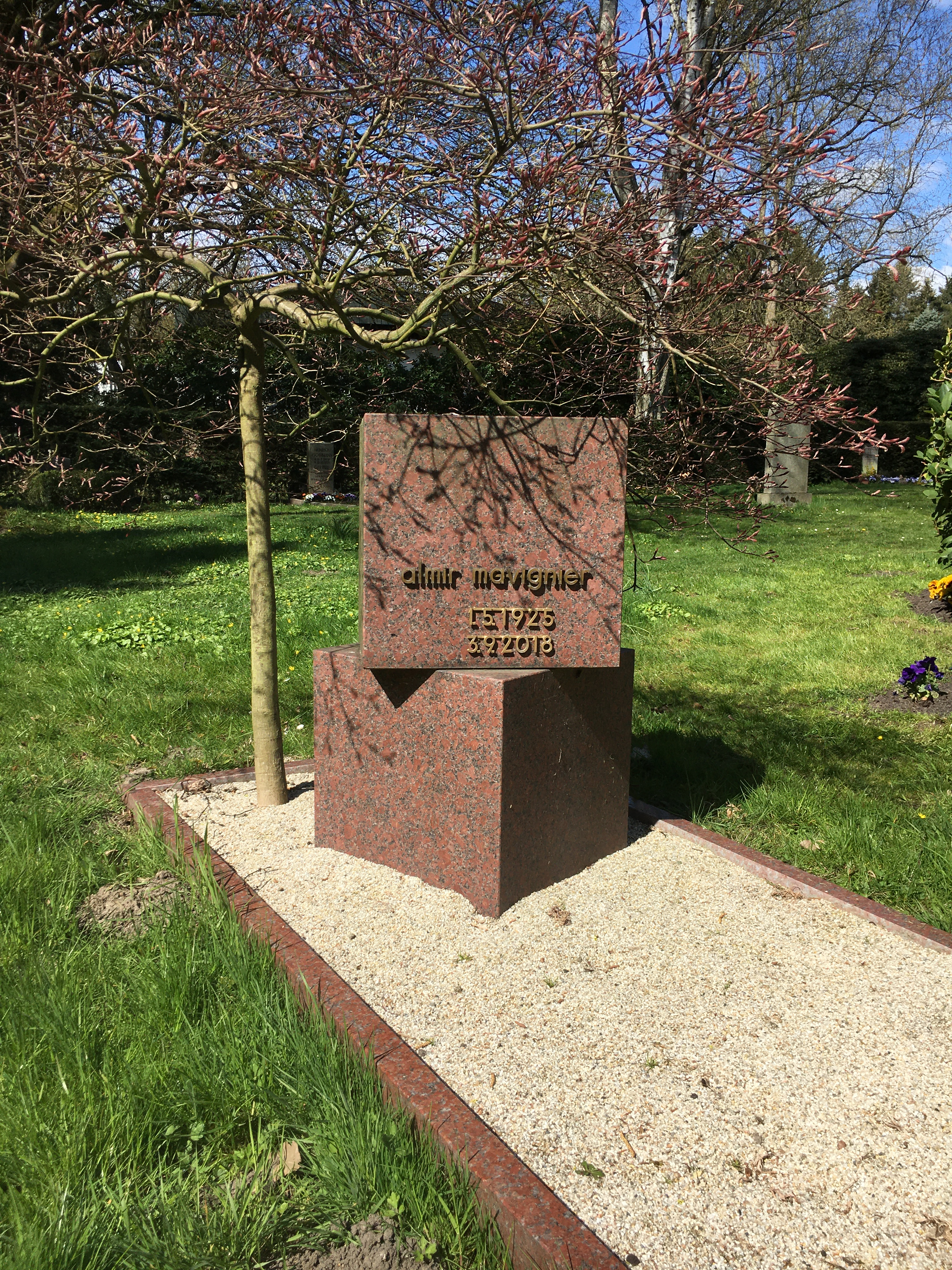
Grabstätte von Almir Mavignier auf dem Ohlsdorfer Friedhof

Almir Mavignier studierte nach seinem Abitur ab 1946 Malerei bei Árpád Szenès in Rio de Janeiro. Von 1946 bis 1951 war er Leiter und Mitbegründer des Ateliers für Malerei im Centro Nacional Psichiatrico Pedro II, Engenho de Dentro in Rio de Janeiro. Sein erstes abstraktes Bild malte er im Jahre 1949, und seine erste Einzelausstellung hatte er 1951 im Museu de Arte Moderna de São Paulo (MAM-SP). Im selben Jahr zog er nach Paris.
Ab 1952 widmete er sich in seinen Bildern der Konkreten Kunst. 1953 ging er nach Ulm und studierte dort bis 1958 an der Hochschule für Gestaltung an der Abteilung für visuelle Gestaltung bei Max Bill und Josef Albers. 1954 entstanden seine ersten Punkt-Bilder, 1955 seine ersten Rasterstrukturen. Ab 1956 entstanden die Optical Art Bilder, ab 1957 malte er auch monochrome Bilder. Ab 1958 arbeitete Mavignier mit den Künstlern der Gruppe ZERO zusammen. Im Jahr 1959 gründete er sein eigenes Atelier in Ulm und war seither auch als freier Gebrauchsgrafiker tätig.
1960/1961 war er Mitorganisator und Kurator der Ausstellung „Neue Tendenzen“ in Zagreb und 1964 Teilnehmer der Biennale von Venedig sowie der documenta III in Kassel. Im Jahr 1965 erhielt Mavignier die Berufung zum Professor für Malerei an der Staatlichen Hochschule für bildende Künste in Hamburg. Sein Atelier in Hamburg begründete er 1968. Im selben Jahr war er mit der 4. documenta ein zweites Mal als Teilnehmer einer documenta geladen.
Mavignier war auch im Bereich der Plakatgrafik tätig, schuf mehr als 200 Plakate, vornehmlich für Kunst- und Kulturausstellungen.

## Ausstellungen (Auswahl)
- 1951 São Paulo, Museu de Arte Moderna; 1. Biennale von São Paulo
- 1952 Paris, Salon de Mai
- 1958 Düsseldorf, Gruppe ZERO
- 1962 Amsterdam, Stedelijk Museum Exposition Nul
- 1964 documenta III, Kassel; Biennale von Venedig
- 1965 New York City, Museum of Modern Art; Tokio, Kyōto, Nagoya, 8. International Art Exhibition of Japan
- 1967 Themen- und Gruppenausstellung Zauber des Lichtes, Ruhrfestspiele Recklinghausen (Motiv des Ausstellungsplakates)
- 1968 Kassel, 4. documenta; Biennale von Venedig.
- 1968 Hannover, Kestner-Gesellschaft
- 1969 10. Biennale von São Paulo (deutsche Abteilung)
- 1970 Saulgau, Städtische Galerie Fähre
- 1970 Hamburg Galerie Fürneisen-Dröscher[2]
- 1973 Kunstmuseum Düsseldorf
- 1974 Zürich Kunstgewerbemuseum
- 1975 München, Die Neue Sammlung
- 1977 São Paulo, Museu de Arte
- 1981 Hamburg, Museum für Kunst und Gewerbe
- 1981 Essen, Deutsches Plakatmuseum
- 1985 Berlin, Bauhaus-Archiv Museum für Gestaltung
- 1985 Bottrop, Josef Albers Museum Quadrat
- 1986 Ulm, Museum Ulm und Kunstverein
- 1988 Shanghai, Kunstakademie
- 1989 São Paulo, Museu de Arte Contemporanea
- 1990 Staatliche Antikensammlungen und Glyptothek München
- 1995 Berlin, Mies van der Rohe-Haus
- 1995 Ulm, Stadthaus Ulm: Mavignier-Plakate, zum 70. Geburtstag von Almir Mavignier[3]
- 2000 São Paulo, Museu de Arte Moderna
- 2003 Ingolstadt, Museum für Konkrete Kunst
- 2004 Frankfurt, Museum Angewandte Kunst, mavignier - additive plakate
- 2005 Novigrad, Galerija Rigo, mavignier
- 2008 São Paulo, Dan Galeria, mavignier
- 2010 São Paulo, Museo Afro Brasil, docugrafias
- 2010 Niebüll, Richard-Haizmann-Museum für moderne Kunst, mit Delmar Mavignier
- 2018 Ulm, Museum Ulm, zu Ehren von Almir Mavignier aus Anlass seines Todes